# 天理大學
天理大學（日語：てんりだいがく），是位在奈良縣天理市的私立大學。

## 历史
1949年創校，簡稱天大・天理。學校圖書館收藏有朝鮮王朝時代國寶級山水畫家安堅的《夢遊桃源圖》，且由於安堅作品稀少，目前只有《夢遊桃源圖》確認為安堅所繪，因此更顯珍貴。

## 相關影視作品
- 《淘氣鬼偵探 (第二季)》：2018年網路劇，宮殿哀史推理工房 （《雲英傳》）描相關歷史，其背景與此校有關。

## 關連項目
- 天理教
- 外國語學校 (舊制)

## 外部連結
- 天理大學（页面存档备份，存于）（日語）